# Escut de la Jonquera
L'escut de la Jonquera té per simbologia uns joncs com a element parlant que indiquen l'origen del nom de la vila de la Jonquera, «lloc abundant en joncs».

## Escut heràldic
L'escut té el següent blasonament oficial:
| « | Escut caironat: d'argent, un feix de joncs de sinople lligat d'or. Per timbre, una corona mural de vila. | » |

L'escut actual va ser aprovat el 17 de desembre del 1990 i publicat al DOGC el 16 de gener de l'any següent amb el número 1394.
Anteriorment el municipi havia adoptat un escut amb algunes diferències en el blasonament: «En camp d'or, quatre pals de gules, espetegats d'un grapat de joncs de sinople. Al timbre corona reial oberta.»

## Bandera de la Jonquera
La bandera de la Jonquera incorpora els símbols heràldics. La bandera oficial té la següent descripció:
| « | Bandera apaïsada, de proporcions dos d'alt per tres d'ample, blanca, amb el feix de joncs verd lligat de groc de l'escut al mig i d'una altura de 7/9 parts de l'ample del drap. | » |

Va ser aprovada en el ple de l'ajuntament del 21 de novembre de 2002, i publicada en el DOGC el 22 de gener de 2003 amb el número 3805.